# Sveti Juraj (otok u Boki kotorskoj)
Sveti Juraj je otok koje se nalazi u bokokotorskom zaljevu, ispred grada Perasta. Za razliku od susjednog otoka Gospe od Škrpjela, nastao je prirodnim putem. Na njemu se nalazi benediktinski samostan iz 12. stoljeća, kao i lokalno groblje Perasta. Peraštani su se pokapali na ovom otoku do 1866. godine.
Otok je obrastao bujnom vegetacijom i vitkim čempresima. Pretpostavlja se bio nadahnuće švicarskom slikaru Bocklinu za njegovu sliku "Otok mrtvih".